# اوزیورنو-کوزنتسوو
اوزیورنو-کوزنتسوو (به لاتین: Ozyorno-Kuznetsovo) یک منطقهٔ مسکونی در روسیه است که در سرزمین آلتای واقع شده‌است.